# Центр стратегических и международных исследований
Центр стратеги́ческих и междунаро́дных иссле́дований (англ. The Center for Strategic and International Studies, CSIS) — аналитический институт в США, базируется в Вашингтоне, округ Колумбия.
Организация была основана как «Центр стратегических и международных исследований» Джорджтаунского университета в 1962 году во время второй волны создания «мозговых центров» в США, возникшей на фоне роста потребностей государственных и негосударственных структур в аналитике. Центр проводит исследования по вопросам политики и стратегический анализ политических, экономических вопросов и вопросов безопасности по всему миру, с особым акцентом на вопросах, касающихся международных отношений, торговли, технологий, финансов, энергетики и геостратегии.
Согласно рейтингу аналитических центров мира (Global Go To Think Tanks Report), проведённым в Университете Пенсильвании в 2013 г., CSIS занимает первое место в мире в категории «Аналитические центры по обороне и национальной безопасности» и также оценивается как 4-й в рейтинге «Аналитические центры с наиболее новаторскими идеями / предложениями в области политики». В 2019 году согласно этому же рейтингу CSIS был признан лучшим аналитическим центром США по всем направлениям и четвёртым по качеству работ в мире, а также ведущим глобальным аналитическим центром по обороне и национальной безопасности.
С момента своего основания «был посвящен поиску путей для поддержания американской известности и процветания как силы добра в мире», как сказано на веб-сайте центра. CSIS — официально двухпартийный аналитический центр, с учеными, которые представляют собой различные точки зрения всего политического спектра. Центр известен тем, что приглашает хорошо известных зарубежных политиков, государственных служащих из Конгресса США и представителей исполнительной власти, включая связанных с Демократической или Республиканской партиями, а также иностранных должностных лиц различных политических убеждений. Он был назван «центристским» исследовательским центром согласно U.S. News & World Report, аналогичную оценку дала центру эксперт по внешней политике США Т. Шаклеина.
В центре проходит «Форум глобальных лидеров», место, где международные лидеры различных политических взглядов могут изложить свою точку зрения. Среди бывших докладчиков форума: Генеральный секретарь ООН Пан Ги Мун и советник по национальной безопасности Том Донилон. Центр также проводит CSIS-Schieffer School Dialogues, серию дискуссий, организованную Бобом Шиффером из CBS News, а также Форум по глобальной безопасности, с привлечением должностных лиц Министерства обороны США в том числе бывшего министра обороны Чака Хэйгела.
Летом 2024 года российские власти объявили Центр «нежелательной организацией».